# Com'è bella la città
Com'è bella la città è una canzone scritta da Giorgio Gaber, la ballata inneggia sarcasticamente al modello di sviluppo frenetico delle città.

## Storia e testo
(Giorgio Gaber)
Il fenomeno dell'inurbamento, susseguente al miracolo economico italiano iniziato negli '50, aveva stravolto in maniera consistente i costumi e le abitudini di vita degli italiani.
Grandi flussi di emigranti si erano riversati sulle grandi città (principalmente del nord) alla ricerca di una vita migliore, attirati principalmente dal modello consumistico. L'autore richiama l'attenzione proprio su questo aspetto e sui risvolti negativi di tale corsa sfrenata verso modelli di vita che presentano numerose insidie.
Per rendere bene l'idea di questa crescita frenetica Gaber ripete il ritornello con un ritmo crescente e sempre più incalzante. Il «crescendo» ricorda la canzone del suo maestro Jacques Brel La Valse à mille temps.
Il brano fu eseguito da Gaber in concorso nella sesta puntata di Canzonissima 1969, andata in onda il 1º novembre.

## Edizioni
La canzone uscì come Lato A del singolo Come è bella la città/Chissà dove te ne vai, pubblicato nel 1969 per la Vedette, sotto la direzione dell'orchestra di Giorgio Casellato.